# Джованні Баттіста Альбріззі

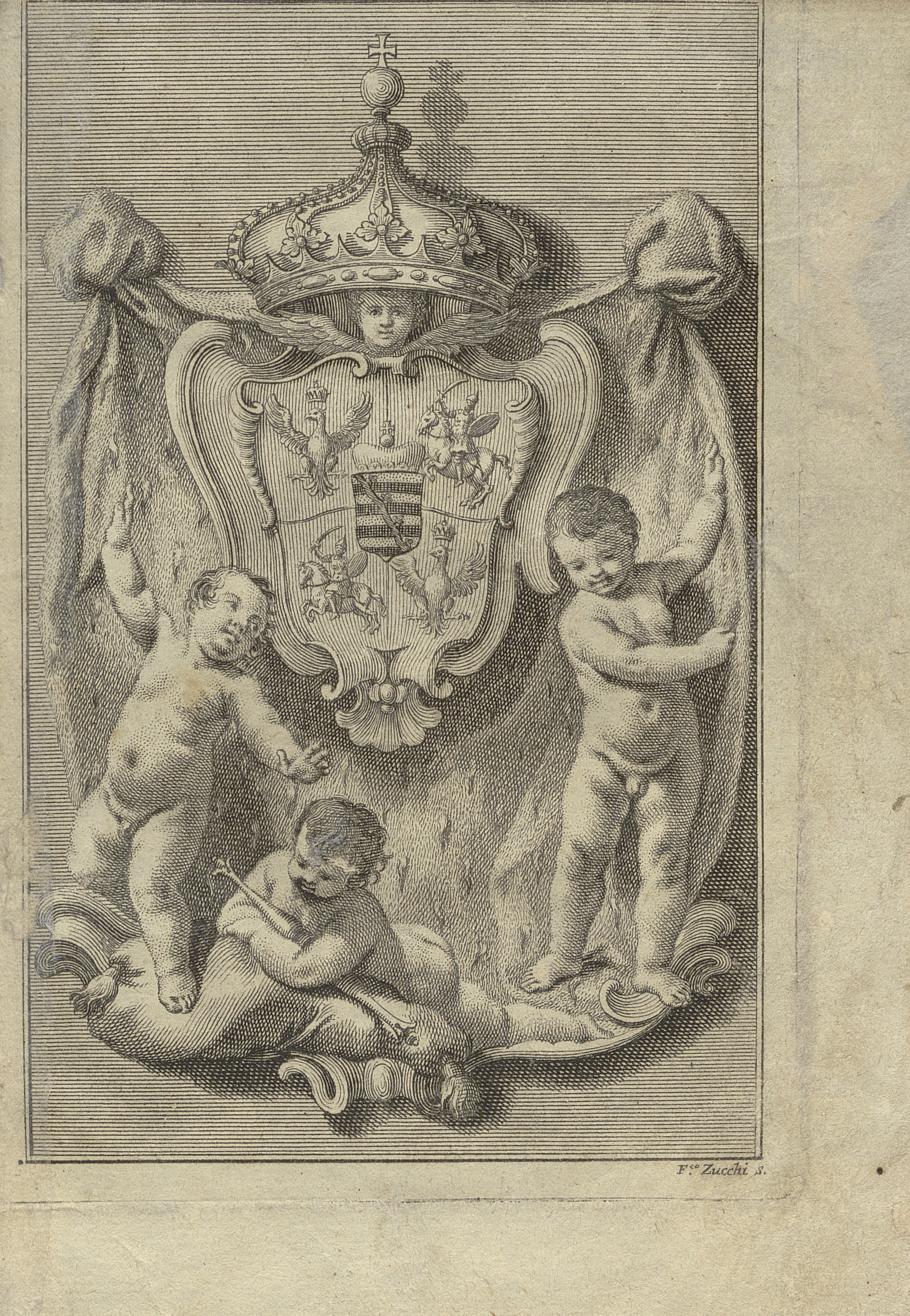

Джованні Баттіста Альбріззі (італ. Giovanni Battista Albrizzi; 1698—1777) — італійський картограф, видавець та журналіст, представник відомої венеційської династії книгодрукарів, який прославився виданням ілюстрованих атласів і карт середини XVIII століття та тісною співпрацею з художником і різцем Джованні Баттіста П'яццеттою.

## Біографія
Джованні Баттіста Альбріззі народився 29 грудня 1698 року у Венеції в родині книгодрукаря Джироламо Альбріззі, засновника родинної друкарні та першого видавця карт великого венеційського картографа Вінченцо Коронеллі. Після смерті батька Джованні продовжив сімейну справу: у 1730-х роках очолив видавництво, яке охоплювало книги різного жанру — від художніх альбомів до наукових трактатів і атласів. Від часів керування друкарнею він об'єднав зусилля з відомим гравером Джованні Баттіста П'яццеттою, чиї малюнки та гравюри прикрашали видані Альбріззі карти й книги.
У 1740-х роках Альбріззі заснував і видавав «Novelle della Repubblica delle Lettere» — один із перших науково-літературних журналів у Венеції, що став важливою платформою для обміну інтелектуальними новинами Європи того періоду.
У 1760 році Альбріззі опублікував свій останній великий ілюстрований проєкт — том Studi di pittura incisi su quarantotto tavole, виконаний за малюнками Джованні Баттіста П'яццетти та надрукований у Венеції. Після цієї роботи інтенсивність нових видань у його друкарні помітно зменшилася: Альбріззі поступово відійшов від щоденного управління видавничою справою та зосередився на колекціонуванні рукописів і гравюр. Померши 20 березня 1777 року в Венеції у віці 78 років, він залишив по собі легендарний видавничий дім, що більше століття був одним із стовпів венеційського книгодрукування і картографії. Бізнес Альбріззі успадкував його небіж, Джованні Баттіста Альбріззі-молодший.

## Головні твори
- Mappamondo o sia Descrizione Generale Del Globo Terrestre (бл. 1740) — глобусна карта з картушем у вигляді армілярної сфери; сьогодні вкрай рідкісна, останній відомий екземпляр фігурував у каталозі 1991 року[7].
- Carta Geografica Dell' America Settentrionale (1740) — детальна карта Американського континенту, яка увійшла до кількох атласів Альбріззі[8].
- World in Hemispheres (1740) — карта світу в двох півкулях, часто репродукується інтернет-ресурсами[9].
- La Gerusalemme liberata, con le figure di Giambatista Piazzetta (1745) — ілюстроване видання поеми Торквато Тассо з гравюрами П'яццетти та друкарським знаком Альбріззі, збережене в Бібліотеці Конгресу США[10].
- Carta Generale dell'Africa (1740) — карта Африки з декоративним картушем; відзначається детальними анотаціями і ілюстраціями тварин[11].
- Carta geografica del Brasile — карта Бразилії з італійськими примітками про природу та населення внутрішніх районів континенту; видана венеційським видавництвом Альбріззі в середині XVIII століття.
- Atlante delle sette province olandesi (бл. 1745) — серія листівок з картами провінцій Нідерландів у великому форматі; поєднувала географічну точність із художнім оздобленням
- Studi di pittura già dissegnati da Giambattista Piazzetta (1760) — том із 48 гравюрами за малюнками Джованні Баттісти П'яццетти, що відображають стилістику венеційського бароко[12].